# Polgara la maga
Polgara la maga (Polgara the Sorceress) è un romanzo scritto da David Eddings e Leigh Eddings pubblicato nel 1997.

## Trama
In questo romanzo viene raccontata la versione di Polgara della storia raccontata da Belgarath il mago. Ciò che lega questo volume al volume Belgarath il mago è il fatto che i due nipoti di Polgara, Garion e sua moglie Ce'Nedra, chiedono alla zia di scrivere la sua versione dei fatti raccontati da Belgarath.